# Голгофа (кладбище, Лос-Анджелес)
Голгофа (англ. Calvary Cemetery) — римское католическое кладбище в Лос-Анджелесе, Калифорния, расположено на бульваре Вити, 4201. Также иногда называется «Новая Голгофа», так как кладбище «Старая Голгофа», располагавшееся на северном Бродвее, в 1896 году было снесено для того, что бы освободить место для постройки церковной школы.